# Anthomyia defixa
Anthomyia defixa este o specie de muște din genul Anthomyia, familia Anthomyiidae, descrisă de Walker în anul 1853. Conform Catalogue of Life specia Anthomyia defixa nu are subspecii cunoscute.